# Gizem Erdogan
Gizem Suna Kling Erdogan (Högsbo, 30 aprile 1987) è un'attrice svedese.

## Biografia
Gizem Erdogan è nata a Högsbo, comune di Göteborg, ed ha studiato all'Accademia di teatro di Malmö dal 2012 al 2015. Ha preso parte a numerosi spettacoli al Teatro Cittadino di Stoccolma e fa parte dell'ensemble permanente del Teatro Cittadino di Göteborg dove, tra le altre cose, ha interpretato la protagonista in Le avventure di Alice nel Paese delle Meraviglie. Nel 2014 ha debuttato al cinema in Svenskjävel.
Nel 2017, ha recitato nel film Dröm vidare, ruolo per il quale è stata nominata per un Premio dello scarabeo d'oro come migliore attrice non protagonista nell'edizione del 2018 del gala e per il premio alla miglior attrice emergente al Festival del cinema di Stoccolma.
Per la sua interpretazione nella serie televisiva Kalifat si è aggiudicata il premio come miglior attrice al Kristallen 2020.

## Filmografia

### Cinema
- Svenskjävel, regia di Ronnie Sandahl (2014)
- Rope Piece, regia di Andja Arnebäck e Adele Edling - cortometraggio (2015)
- Dröm vidare, regia Rojda Sekersöz (2017)
- En Flickas Hämnd, regia di Max Marklund - cortometraggio (2017)
- Nattbarn, regia di Sanna Lenken - cortometraggio (2017)
- En komikers uppväxt, regia di Rojda Sekersöz (2019)

### Televisione
- Innan vi dör - serie TV, episodio 1x07 (2017)
- Agenterna - serie TV, episodio 1x09 (2017)
- Drakens Hotell, regia di Brunelius Kalle e Jan Vierth - film TV (2017)
- Alex - serie TV, 6 episodi (2017)
- Hidden: Förstfödd - serie TV, 8 episodi (2019)
- Kalifat - serie TV, 8 episodi (2019)
- Love & Anarchy (Kärlek & Anarki) - serie TV, 16 episodi (2020-presente)
- The Playlist - serie TV (2022)